# 明安图 (总兵)
明安图（18世纪？—1796年），清朝将领，蒙古正红旗人，博尔济吉特氏。
明安图以云骑尉授三等侍卫，升为湖南保靖营游击。跟随征讨金川，大小五十四战，以功升为湖南镇筸镇总兵。嘉庆元年（1796年）督兵镇压贵州、湖南苗民石柳邓、石三保等起义，战死。

## 延伸阅读
[在维基数据编辑]
 《清史稿·卷334》，出自趙爾巽《清史稿》